# Notylia laxa
Notylia laxa är en orkidéart som beskrevs av Heinrich Gustav Reichenbach. Notylia laxa ingår i släktet Notylia och familjen orkidéer. Inga underarter finns listade i Catalogue of Life.